# Bourg-Argental
Bourg-Argental är en kommun i departementet Loire i regionen Auvergne-Rhône-Alpes i centrala Frankrike. Kommunen ligger i kantonen Bourg-Argental som tillhör arrondissementet Saint-Étienne. År 2022 hade Bourg-Argental 2 920 invånare.

## Befolkningsutveckling
Antalet invånare i kommunen Bourg-Argental
| Referens: INSEE |